# Project A119

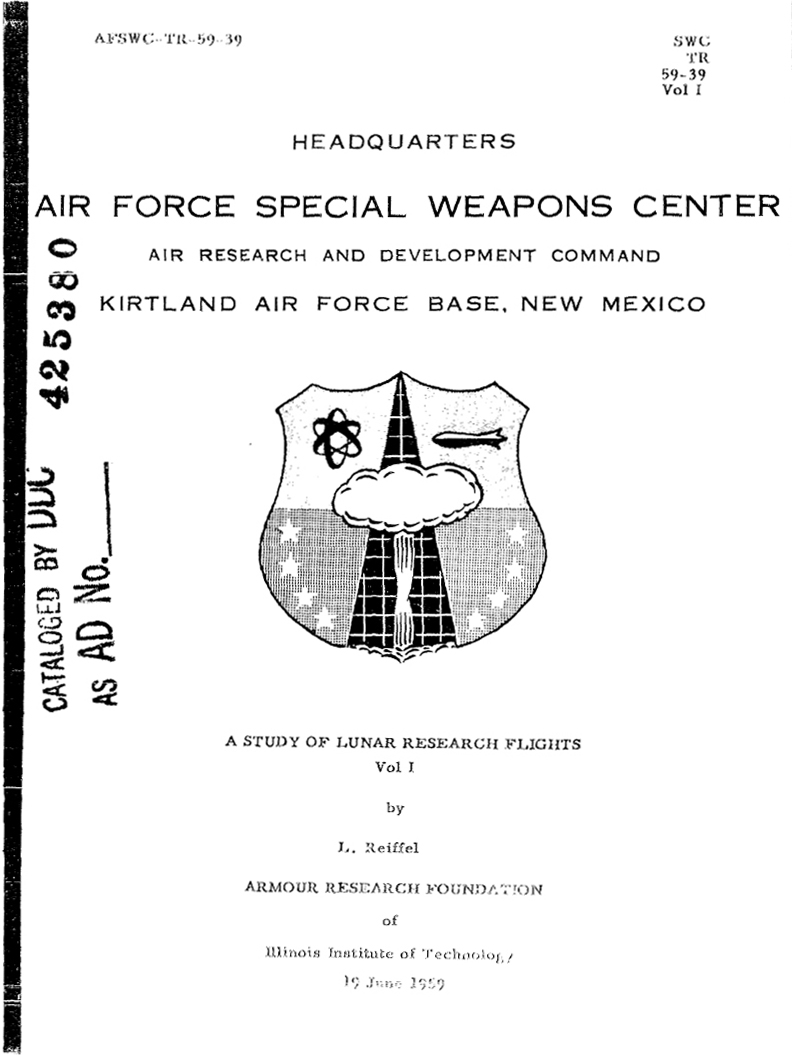
Frontespizio del documento "A Study of Lunar Research Flights – Volume I"

Il Progetto A119 fu un progetto top-secret elaborato alla fine degli anni Cinquanta dalla United States Air Force. L'obiettivo era quello di far esplodere una bomba nucleare sulla Luna al fine di risolvere alcuni problemi di astronomia ed esogeologia ed eventualmente per alzare il morale dell'opinione pubblica statunitense dopo che l'Unione Sovietica aveva nettamente superato gli USA nella corsa allo spazio: il lampo esplosivo prodotto dalla detonazione sarebbe stato infatti visibile ad occhio nudo dalla Terra. L'esistenza del progetto è stata rivelata nel 2000 da un ex dirigente della NASA, Leonard Reiffel, che era a capo del progetto nel 1958. L'astronomo Carl Sagan fece parte della commissione responsabile della previsione degli effetti di una esplosione nucleare in bassa gravità e della valutazione del valore scientifico del progetto. I documenti del progetto sono rimasti segreti per circa 45 anni e, nonostante le rivelazioni di Reiffel, gli Stati Uniti non hanno ancora riconosciuto ufficialmente il loro coinvolgimento nello studio.

## Storia

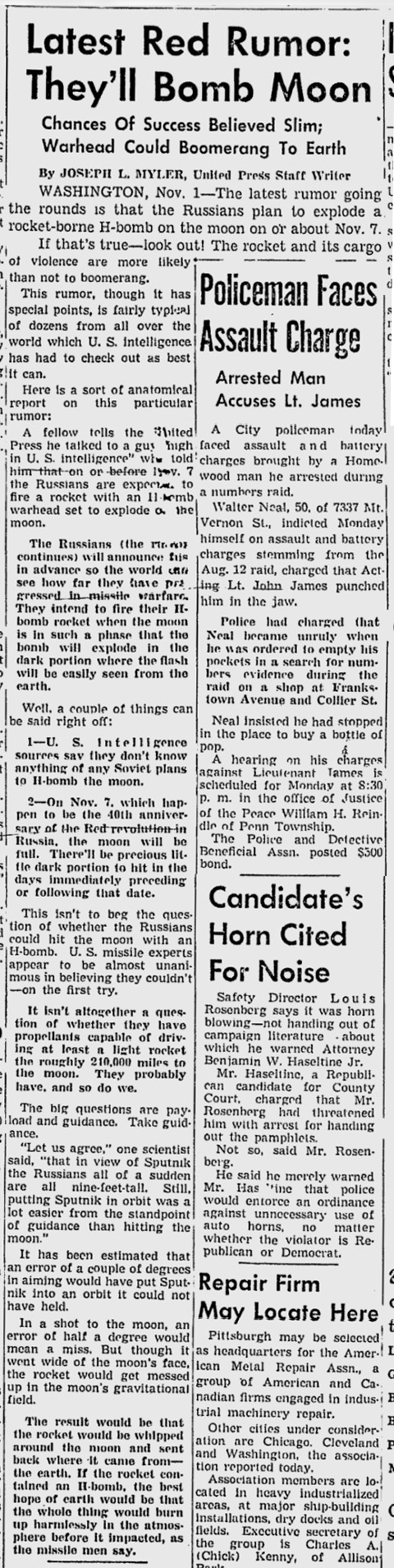
L'articolo apparso sul The Pittsburgh Press parla delle intenzioni dei russi di detonare un ordigno nucleare sulla Luna per il 40º anniversario della Rivoluzione d'Ottobre

Durante la guerra fredda, l'Unione Sovietica prese il comando della corsa allo spazio con il lancio dello Sputnik 1 il 4 ottobre 1957. Lo Sputnik 1 fu il primo satellite artificiale in orbita intorno alla Terra, e la sorpresa della riuscita del lancio, aggravata dal clamoroso fallimento del Progetto Vanguard di lanciare in orbita un satellite americano, venne soprannominata la "crisi dello Sputnik" (Sputnik crisis) e fu l'impulso per l'inizio della corsa allo spazio. Cercando di recuperare il terreno perduto, gli Stati Uniti intrapresero infatti una serie di nuovi progetti e studi, fra cui il lancio dell'Explorer 1 e la creazione della Defense Advanced Research Projects Agency (DARPA) e della NASA.

### Il progetto
Nel 1949, la Armour Research Foundation (ARF), con sede presso l'Illinois Institute of Technology, iniziò a studiare gli effetti delle esplosioni nucleari sull'ambiente. Nel maggio del 1958, l'ARF iniziò segretamente una ricerca sulle potenziali conseguenze di un'esplosione atomica sulla Luna. L'obiettivo principale del programma, che si svolse sotto l'egida della United States Air Force, che aveva inizialmente proposto il progetto, era quello di causare un'esplosione nucleare visibile dalla Terra. Si sperava che tale dimostrazione avrebbe potuto alzare il morale del popolo americano. Gli studi dell'ARF continueranno fino al 1962.
Al momento del concepimento del progetto, i giornali parlavano di una voce secondo la quale l'Unione Sovietica stava progettando di far esplodere una bomba all'idrogeno sulla Luna. Secondo delle notizie di stampa, verso la fine del 1957, una fonte anonima rivelò a un agente dei servizi segreti americani che i sovietici stavano programmando di commemorare l'anniversario della Rivoluzione d'ottobre provocando un'esplosione nucleare sulla Luna in concomitanza con un'eclissi lunare il 7 novembre. Notizie del lancio parlavano del terminatore lunare come di un possibile bersaglio per l'ordigno. Fu anche riferito che un fallimento nel colpire la Luna sarebbe probabilmente risultato nel ritorno del missile sulla Terra.
Un'idea simile era stata avanzata da Edward Teller, il "padre della bomba H", che, nel febbraio del 1957, propose la detonazione di ordigni atomici sulla superficie lunare per analizzare gli effetti dell'esplosione.

### Ricerca

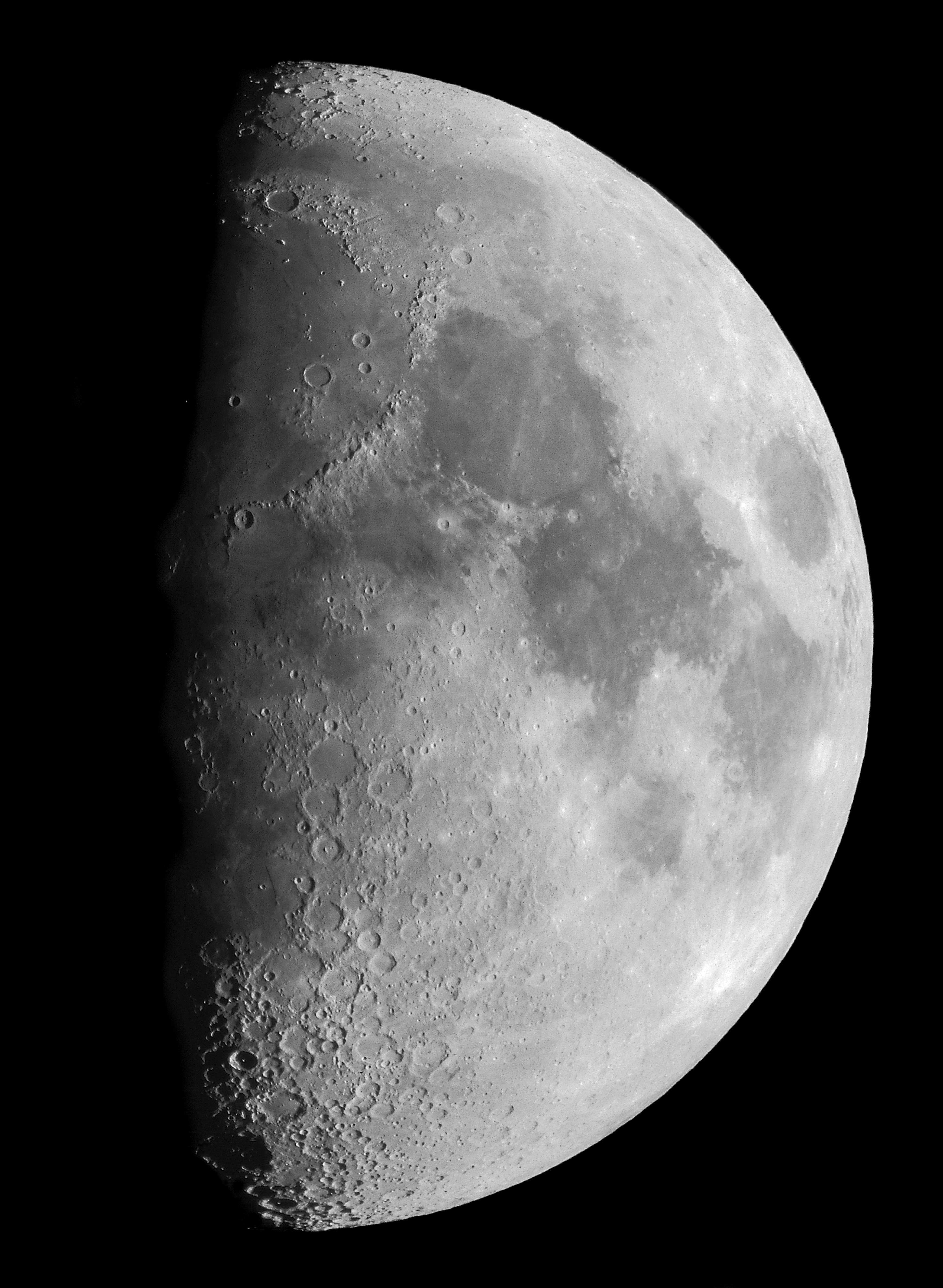
L'esplosione si sarebbe dovuta verificare lungo il terminatore lunare, per avere la massima visibilità dalla Terra

Un team di dieci membri guidato da Leonard Reiffel fu costituito presso l'Illinois Institute of Technology di Chicago per studiare la potenziale visibilità dell'esplosione, eventuali benefici per la scienza, e le implicazioni per la superficie lunare. Tra i membri del team di ricerca vi erano l'astronomo Gerard Kuiper e il suo studente di dottorato Carl Sagan, incaricato di calcolare l'espansione della nube di polvere nello spazio intorno alla Luna, elemento essenziale nel determinare la visibilità dalla Terra.
Gli scienziati avevano inizialmente pensato di utilizzare una bomba all'idrogeno per il progetto, ma l'USAF respinse quest'idea a causa del peso considerevole di un tale dispositivo, troppo elevato per il razzo vettore che sarebbe stato utilizzato. Venne quindi deciso di utilizzare una testata leggera di tipo W25, con un rendimento relativamente basso di 1,7 kilotoni (la bomba Little Boy sganciata su Hiroshima nel 1945 aveva un rendimento di circa 13-18 kilotoni). La testata sarebbe stata trasportata da un razzo verso il lato non illuminato della Luna, vicino al terminatore, dove sarebbe esplosa all'impatto col suolo. La nube di polvere risultante dall'esplosione sarebbe stata illuminata dal Sole e resa quindi visibile dalla Terra. Secondo Reiffel, i progressi dell'Air Force per lo sviluppo di missili balistici intercontinentali avrebbero reso un tale lancio possibile per il 1959.

### Cancellazione
Il progetto venne poi annullato dall'Air Force nel gennaio del 1959, apparentemente per paura di una reazione negativa da parte del pubblico e a causa dell'eventuale rischio per la popolazione. Un altro fattore, citato da Reiffel, erano le possibili implicazioni del fallout nucleare per i futuri progetti di ricerca e colonizzazione lunare.

### Prove di un programma sovietico
Rapporti successivi dimostrano che un progetto sovietico corrispondente esisteva effettivamente, ma differiva dallo scenario riportato dalla stampa. Iniziato nel gennaio 1958, faceva parte del "Programma E". Il "Progetto E-1" riguardava il raggiungimento della Luna, mentre i progetti "E-2" ed "E-3" coinvolti invio di una sonda per rilevamenti sulla faccia nascosta della Luna . La fase finale del programma, il "Progetto E-4", prevedeva un attacco nucleare sulla Luna come dimostrazione di forza. Come per il piano americano, il "Programma E" venne annullato mentre ancora in fase di progettazione a causa di preoccupazioni riguardo alla sicurezza e all'affidabilità del veicolo di lancio.

## Conseguenze

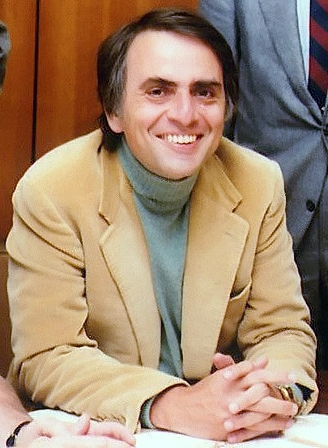
L'esistenza del Progetto A119 è venuta alla luce grazie a una ricerca condotta per una biografia di Carl Sagan.

La firma del Trattato sulla messa al bando parziale dei test nel 1963 e del Trattato sullo spazio extra-atmosferico nel 1967, impedirono ulteriori ricerche legate all'idea di detonare un dispositivo nucleare sulla Luna. Tuttavia, a questo punto, sia gli Stati Uniti che l'Unione Sovietica avevano già eseguito diverse esplosioni nucleari ad alta quota, incluse quelle dell'Operazione Hardtack I, dell'Operazione Argus, delle operazioni Dominic I e II e del Progetto K.
Nel 1969, con il successo della missione Apollo 11, gli Stati Uniti avevano raggiunto una notevole vittoria nella corsa allo spazio. Nel dicembre dello stesso anno, Gary Latham, uno scienziato che faceva parte del team di ricerca del programma Apollo, propose di detonare un ordigno nucleare a basso potenziale sulla Luna, al fine di facilitare la ricerca nella sua composizione geologica. L'idea fu però respinta in quanto avrebbe potuto interferire con l'intenzione di registrare i valori della radiazione di fondo naturale della Luna.
L'esistenza del Progetto A119 rimase segreta fino alla metà degli anni '90, quando lo scrittore Keay Davidson scoprì la storia durante una ricerca sulla vita di Carl Sagan per una biografia. Il coinvolgimento di Sagan con il progetto risultò in una sua domanda per una borsa di studio accademico presso il Miller Institute dell'Università della California nel 1959. Nella domanda Sagan forniva dettagli circa il progetto di ricerca, cosa che a Davidson apparve come una violazione della sicurezza nazionale. Le rivelazioni consistevano nell'includere i titoli di due documenti classificati del Progetto, l'articolo del 1958 Possibili contributi alla soluzione di alcuni problemi di astronomia planetaria mediante la detonazione di armi nucleari sulla Luna, e quello del 1959 Contaminazione radiologica della Luna attraverso la detonazioni di armi nucleari. Un altro articolo del 1958 intitolato Radiazione cosmica e radioattività lunare, di I. Filosofo, venne nominato da Sagan in un documento del 1961 scritto per il National Research Council. Questi erano tra gli otto rapporti creati dal progetto, tutti distrutti nel 1987.
La biografia del cosmologo, Carl Sagan: A Life, venne poi pubblicata nel 1999. Poco dopo, una recensione pubblicata su Nature evidenziò il ritrovamento delle informazioni trapelate riguardanti il Progetto A119. Ciò portò Reiffel a rompere il suo anonimato e a scrivere una lettera alla rivista confermando che l'attività di Sagan fu all'epoca considerata pericolosa per la riservatezza del progetto. Reiffel colse l'occasione per rivelare anche i dettagli degli studi, poi ampiamente riportati dai media.